# Sybra crassepuncta
Sybra crassepuncta là một loài bọ cánh cứng trong họ Cerambycidae.